# Middleton-by-Wirksworth
Middleton-by-Wirksworth – wieś w Anglii, w hrabstwie Derbyshire, w dystrykcie Derbyshire Dales. Leży 20 km na północ od miasta Derby i 202 km na północny zachód od Londynu.